# ورنر بلاوزون
ورنر بلاوزون (دانمارکی: Verner Blaudzun؛ زادهٔ ۲۳ مارس ۱۹۴۶) دوچرخه‌سوار اهل دانمارک است.
وی در مسابقات کشوری و بین‌المللی در مجموع برندهٔ ۱ مدال برنز شده‌است.